# Mesoleuca culmaria
Mesoleuca culmaria là một loài bướm đêm trong họ Geometridae.